# Gandara
Gandara, znana tudi kot Waihind (staroperzijsko: Gandâra, sanskrt: गन्धार), kraljestvo (Mahajanapada) in satrapija perzijskega Ahemenidskega cesarstva. Obsegala je dolini rek Pešavar in Cophen (Kabul) in planoto Potohar v današnjem severnem Pakistanu in vzhodnem Afganistanu. Največji mesti sta bili Purušapura (današnji Pešavar) in Takšašila (današnja Taxila). Zahodni del pokrajine so Grki imenovali Parapamisos, kar bi lahko izhajalo iz staroperzijskega imena gorovja Hindukuš - Upairisaena. Gandara je pripadala indijskemu in ne perzijskemu kulturnemu svetu. 
Kraljestvo Gandara je obstojalo od 6. stoletja pr. n. št. do 11. stoletja. Svoj višek je doseglo med 1. in 5. stoletjem med vladanjem budističnih kušanskih kraljev. Leta 1021 je kraljestvo zasedel Mahmud Gaznijski in ime Gandara je izginilo. V času vladanja Mogulov je bila Gandara del province Kabul.

## Geografija
Dolina reke Kabul je s severne, zahodne in južne strani obdana z gorami, preko katerih vodi le nekaj gorskih prelazov. Gandara je ravno zato postala pomemben vezni člen med Mezopotamijo in Indijo. Najstarejše povezave med Bližnjim in Daljnim vzhodom so stare kakšnih šest tisoč let. 
Pot, ki je vodila iz doline Inda proti severu in nato ob reki Kabul proti zahodu, se je kakšnih 50 kilometrov vzhodno od današnjega Kabula razcepila. Ena od poti je vodila proti jugozahodu ob reki Logvar preko prelaza Altimur in nato ob reki Tarnak v Arahozijo. Druga pot je peljala proti severozahodu ob reki Ghorband. Tu se je ponovno razcepila. Zahodni krak je preko prelaza Hajigak peljal v zgornjo dolino reke Etimandrus (današnja Helmand) in naprej do Drangijane, severni krak pa preko več prelazov v Hindukušu v dolino reke Amu Darje, se pravi v Baktrijo.
Gandara je imela zaradi križišč poti tudi izredno velik strateški pomen, zato je bila vzrok za kar nekaj velikih vojn: v prvi polovici 2. tisočletja pr. n. št. so bili osvajalci Indo-Iranci, v 6. stoletju pr. n. št. Perzijci, leta 329 pr. n. št. Makedonci Aleksandra Velikega, leta 184 pr. n. št. Baktrijci, leta 110 pr. n. št. Saki in nato Kušani.
Srce Gandare je bila vedno dolina reka Pešavar.

## Zgodovina
Dokaze o prebivalcih Gandare iz kamene dobe, vključno s kamnitimi orodji in kostmi, so odkrili v Sanghao pri Mardanu v območnih jamah. Artefakti so stari približno 15.000 let. Novejša izkopavanja kažejo na 30.000 let pred sedanjostjo.

### Kultura grobov Gandara
Prva zabeležena kultura Gandare je bila kultura grobov, ki se je pojavila ok. 1200 pr. n. št. in je trajala do leta 800 pr. n. št. in poimenovana po svojih posebnih pogrebnih praksah. Najdena je bila ob srednjem toku reke Svat, čeprav so prejšnje raziskave menile, da se je razširila na doline Dir, Kunar, Čitral in Pešavar. Veljala je za znak indoarijskih migracij, vendar je bila razložena tudi z lokalno kulturno kontinuiteto. Projekcije za nazaj, ki temeljijo na starodavnih analizah DNK, kažejo, da so se predniki ljudi iz kulture Svat mešali s prebivalstvom, ki je prihajalo iz gorskega koridorja Notranje Azije, ki je imelo stepsko poreklo, nekje med letoma 1900 in 1500 pred našim štetjem.

### Vedska Gandara
Po rigvedski tradiciji je bil Jajati prednik uglednih Udičja (plemena Gandara in Vahika) in je imel številne sinove, vključno z Anujem, Purujem in Druhjujem. Linija Anu je povzročila kraljestva Madra, Kekaja, Sivi in Uśīnara, medtem ko je bilo pleme Druhju povezano s kraljestvom Gandara.
Prva omemba Gandārijev je enkrat potrjena v Ṛigvedi (RV 1.126.7) kot pleme, ki ima ovce z dobro volno. V Atharvavedi (AV 5.22.14) so Gandārīji omenjeni poleg Mūjavantov, Āṅgejas in Māgadījev v himni, ki prosi vročino, naj zapusti telo bolnega človeka in namesto tega odide v ta prej omenjena plemena. Našteta plemena so bila najbolj oddaljena obmejna plemena, znana tistim v Madjadeši, Āṅgejas in Māgadīs na vzhodu ter Mūdžavants in Gandārīs na severu. Pleme Gandara, po katerem je dobil ime, je izpričano v Rigvedi (okoli 1500 – 1200 pr. n. št.), medtem ko je regija omenjena v zaratustrski Avesti kot Vaēkərəta, sedmo najlepše mesto na zemljo, ki jo je ustvaril Ahura Mazda. 
Gāndhrī kralj Nagnadžit in njegov sin Svaradžit sta omenjena v Brāhmaṇah, po katerih sta prejela brahmansko posvetitev, vendar je odnos njune družine do obreda omenjen negativno, pri čemer je kraljeva družina Gandāra v tem obdobju sledila nebrahmanskim verskim tradicijam. Po Džain Utarādhjajana-sūtri je bil Nagnadžit ali Nagadži pomemben kralj, ki je sprejel džainizem in je bil primerljiv z Dvimukho iz Pāñcāle, Nimijem iz Videhe, Karakaṇḍujem iz Kaliṅge in Bhīmo iz Vidarbhe; budistični viri namesto tega trdijo, da je dosegel paccekabuddhayāno.
Do kasnejšega vedskega obdobja so se razmere spremenile in prestolnica Gāndārī Takṣaśila je postala pomembno središče znanja, kamor so možje Madhja-dese hodili učiti tri Vede in osemnajst vej znanja, pri čemer je Kauśītaki Brāhmaṇa zapisal, da so brahmani odšli študirat na sever. Po Śatapatha Brāhmaṇi in Uddālaka Jātaki je bil slavni vedski filozof Uddālaka Āruṇi med slavnimi učenci Takṣaśile, Setaketu Jātaka pa trdi, da je tam študiral tudi njegov sin Śvetaketu. V Čāndogja Upaniṣadi je sam Uddālaka Āruṇi naklonjen izobraževanju Gāndhārīja kralju Vaideha Janaki. V 6. stoletju pr. n. št. je bila Gandhāra pomembna imperialna sila v severozahodni južni Aziji iz železne dobe, pri čemer je bila dolina Kaśmīra del kraljestva. Zaradi tega pomembnega položaja so budistična besedila navedla kraljestvo Gandāra kot eno od šestnajstih Mahājanapad ('velikih kraljestev') železnodobne Južne Azije. To je bil dom Gandari, princese in njenega brata Šakunija, kralja kraljestva Gandara.

### Ahemenidska Gandara
Glavna vedska plemena, ki so ostala v dolini Inda 550 let pred našim štetjem, so bili Kamboja, Sindu, Taksas iz Gandare, Madras in Katas ob reki Čenab, Mallas ob reki Ravi in Tugre ob reki Satledž. Ta plemena in kneževine so se do te mere borile drug proti drugemu, da dolina Inda ni imela več močnega vedskega plemenskega kraljestva, da bi se branila pred zunanjimi vdori in da bi se spopadla z bojevitimi plemeni v eno organizirano kraljestvo. Območje je bilo bogato in rodovitno, a so se spopadali z bedo in obupom. Kralj Puškarasakti iz Gandare je bil vpleten v borbe za oblast proti svojim lokalnim tekmecem in kot tak je Kiberjev prelaz ostal slabo branjen. Kralj Darej I. iz Ahemenidskega cesarstva je izkoristil priložnost in načrtoval invazijo. Dolina Inda je bila v Perziji legendarna zaradi zlata in rodovitne zemlje, osvajanje pa je bil glavni cilj njegovega predhodnika Kira Velikega. Leta 542 pr. n. št. je Kir vodil svojo vojsko in osvojil makransko obalo v južnem Baločistanu. Vendar pa je znano, da je vodil pohode izven Makrana (v regijah Kalata, Kuzdar, Panjgur) in izgubil večino svoje vojske v puščavi Gedrosian (domnevali so, da je danes to pustinja Kharan).
Po perzijski zasedbi je bil v dolino Inda prvič uveden sistem centralizirane uprave z birokratskim sistemom. Pokrajine ali satrapije so bile ustanovljene s pokrajinskimi prestolnicami.
Satrapija Gandara je bila ustanovljena 518 pr. n. št. s prestolnico v Puškalavitu (Charsadda), v regiji stare grobne kulture Gandara, v današnjem Khyber Pakhtunkhwa.
Grški raziskovalec Herodot (5. stoletje pr. n. št.) pravi, da so Gandarci skupaj z Satagidijci, Dadijci in Apariti pripadali sedmemu, najbolj revnemu davčnemu okrožju Ahemenidskega cesarstva (satrapija Severni Ind). Herodot je svoj seznam davčnih okrajev napisal med vladanjem kralja Dareja. Iz tistega obdobja je znano tudi to, da je Darej poslal nekega Karijca z imenom Skilaks iz Karijande na vzhod, da bi opisal njegove vzhodne pokrajine. Skilaks je svoje potovanje začel v mestu Kaspatirus, ki je bilo verjetno nekje ob reki Kabul. V tistem času je Gandari vladal satrap Megabaz, ki se je po letu 513 pr. n. št. bojeval tudi v Evropi. 
Gandara je omenjena tudi nekaj desetletij kasneje. Herodot pravi, da se je leta 480 pr. n. št. v Grčiji bojeval oddelek Gandarcev in Dadikancev, potem pa Gandara za kakšnih sto petdeset let izgine iz vseh zgodovinskih zapisov. Edina izjema je podatek, da so iz Gandare in Karmanije v Suso prevažali les drevesa jaka (najbrž tikovina), ki je bil očitno zelo dragocen. Podobe Gandarcev najdemo tudi v palači v Perzepolisu. Oboroženi so z meči in ščiti in svojemu kralju ženejo bivole.
Napis na Darejevi grobnici (521–486 pr. n. št.) v Nakš-e Rostam blizu Perzepolisa opisuje Gadāro (Gandāro) skupaj s Hindušem (Hənduš, Sindh) na seznamu satrapij. Približno leta 380 pr. n. št. je v Gandhari nastalo veliko malih kraljestev. Leta 327 pred našim štetjem je Aleksander Veliki zavzel Gandaro in indijske satrapije Perzijskega imperija. Pohode Aleksandra so zabeležili njegovi dvorni zgodovinarji in Arijan (okoli leta 175).

### Obdobje Aleksandra Velikega
Spomladi leta 336 pr. n. št. je Ahemenidsko cesarstvo, ki je trpelo zaradi dinastičnih sporov, napadla makedonsko-grška vojska, vendar je Perzijcem uspelo napad odbiti. Leta 334 pr. n. št. se je vojski pridružil novi makedonski kralj Aleksander Veliki, ki je novembra 333 pr. n. št. pri Isu v današnji Siriji in nato 1. oktobra 331 pr. n. št. pri Gavgameli v Asiriji dvakrat porazil perzijskega kralja Dareja III. Kodomana. Gandarci v Darejevi vojski niso posebej omenjeni, kar se lahko pojasni na več načinov: ali je Aleksander presenetil Perzijce, še preden so uspeli zbrati svojo vojsko ali Darej Gandarcev sploh ni vpoklical v vojsko ali so se Gandarci imenovali kako drugače ali pa Gandara takrat ni bila več del Ahemenidskega cesarstva. 
Prva razlaga je malo verjetna, saj je med invazijo Grkov in odločilno bitko pri Gavgameli minilo več kot pet let. Tudi druga razlaga ni možna, ker je kralj rekrutiral vojake prav iz vseh satrapij. To mu je omogočalo, da je tako sovražniku kot domači eliti razkazoval svojo moč. Kralj Kserks je, na primer, v Grčijo odpeljal mnogo več vojakov, kot jih je potreboval, tako da je bilo mnogo vojakov popolnoma neuporabljenih. Tretja razlaga je zelo verjetna, ker so v zgodovinskih zapisih omenjeni »gorski Indijci«, ki so bili sicer neznani, a bi lahko bili Gandarci. Najbliže resnici je verjetno četrta razlaga, ker Aleksandrovi biografi ne omenjajo gandarskih satrapov. 
Na začetku leta 329 pr. n. št. je Aleksander obnovil Kapiso, jo preimenoval v Aleksandrijo in ji dal pridevek »na Kavkazu«. Poleg Aleksandrije je bilo še nekaj drugih mest, ki so ostala še nekaj stoletij prepoznavno grška. 
V letih 329–327 pr. n. št. se je Aleksander vojskoval v Baktriji in Sogdiji. Leta 326 pr. n. št. se je vrnil v Gandaro, kjer se je sestal z indijskimi odposlanci, ki so ga povabili v Pandžab. Aleksander je pred pohodom v Indijo svojo vojsko razdelil v dve skupini: general Hefestijon je svoj del vojske odpeljal v dolino Inda ob reki Kabul in preko prelaza Khyber. Aleksander je šel na pot bolj severno ob rekah Kunar (vzhodni Afganistan) in Svat (severni Pakistan) in po poti pobil vse Gandarce, na katere je naletel, tako da je njegov pohod mejil na genocid. 
Med vojno v dolini reke Kabul so Makedonci zavzeli tudi mesto Peucelaotis (današnja Čarsada). Mesto je bilo perzijsko upravno središče, vendar ga Aleksandrovi zgodovinarji opisujejo kot indijsko mesto. To ponovno kaže na to, da je bila Gandara neodvisna. Mesto Peucelaotis je v indijskih virih znano kot Puskalâvatî, kar pomeni »mesto lotosovih cvetov«. 

#### Gora Meru
Biografi Aleksandra Velikega opisujejo predvsem njegovo vojskovanje, vmes pa je tudi nekaj podatkov o Gandarcih. Njihova mesta so imela obzidja iz opeke. Bojevali so se s kopji in loki. Meči in oklepi sploh niso omenjeni, oklepe do pasu so nosili samo njihovi poveljniki. Redili so tako lepe bivole, da jih je hotel Aleksander nekaj poslati celo v Makedonijo. Mestom so vladali aristokrati, med katerimi je omenjena tudi kraljica. Svoje pokojnike so pokopavali v lesenih krstah na okoliških kribih. Ta navada se je do danes ohranila pri Kafirjih, lokalnemu plemenu iz okolice Čitrala (danes severni Pakistan). 
Ena najbolj nenavadnih dogodkov na Aleksandrovem pohodu v Gandaro je odkritje mesta Nisa in gore Meros, ki se jih ne da lokalizirati z absolutno natančnostjo. Po makedonskih in grških opisih je bilo to mesto, kjer se je rodil grški bog Dioniz. Goro Meru, na kateri sloni svet, omenjajo tudi indijski viri. Bog, ki so ga častili na gori in so ga istovetili z Dionizom, bi lahko bil Šiva oziroma Višnu.

### Obdobje po Aleksandru Velikem
Ko je Aleksander osvojil dolino Inda, se je vrnil na zahod, kjer je 11. junija 323 pr. n. št. umrl, kraljestvo pa so si razdelili njegovi generali. Vzhodne perzijske province je, vključno z Gandaro, nasledil Selevk I. Nikator, kasnejši kralj Selevkidskega cesarstva. Ker je bila zahodna meja njegovega kraljestva stalno vojaško ogrožena, sam pa ni imel dovolj vojakov, da bi jo branil, se je leta 304 pr. n. št. začel pogajati z indijskim kraljem Chandragupto (321–297 pr. n. št.) iz Patne v dolini Gangesa. Selevk mu je odstopil svoje vzhodne satrapije, v zameno pa je dobil vojsko s pet sto sloni, ki je bila v tistem času nepremagljiva. 
Gandara je postala del Indijskega cesarstva, znana po mavrijskih kraljih. Kljub zamenjavi oblastnikov je ostala odprta za grške vplive, tako da so si tudi nasledniki Čandragupte in Selevka izmenjavali ambasadorje. 
Maurijski kralj Ašoka Veliki (272–232 pr. n. št.), ki je osvojil skoraj ves indijski podkontinent in ga spreobrnil v budizem, svojih »skalnih ediktov« ni pisal samo v indijskem jeziku. V Gandari in Arahoziji, morda pa tudi kje drugje, so napisani tudi v grščini, kar kaže na še vedno močno prisotnost Javancev, se pravi Grkov.
Po letu 240 pr. n. št. so se baktrijski vladarji, ki so bili grškega porekla, uprli nadoblasti Selevkidov, vendar je kralj Antioh III. Veliki leta 206 pr. n. št. ponovno vzpostavil red. Kmalu zatem so Antioha porazili Rimljani in baktrijski vladar Evtidem je razglasil neodvisnost. Leta 184 pr. n. št. je grško-baktrijskemu kraljestvu priključil Drangijano, Gandaro in Pandžab, kjer je oblast Maurijcev močno oslabela. 
Priključitev k Baktriji je na ozemljih južno od Hindukuša ponovno oživila grško kulturo. Dimitrijev sin Evtidem je ustanovil novo kraljestvo, ki so ga sestavljale Gandara, Arahozija, Pandžab in del doline Gangesa (Delhi). Država je bila multietnična. V njej so živeli Grki, Baktrijci, zahodni Perzijci in Indijci, vsak s svojo kulturo in religijo, grškimi in iranskimi kulti, hinduizmom in budizmom. Imeli so svoj denar, ki se je zgledoval po atenski drahmi, vendar je pogosto vseboval tudi indijske motive. Glavno mesto Taxilo so obnovili v grškem slogu.
Dimitrij je vladal od leta 184 do 170 pr. n. št. Po njegovi smrti so si kraljestvo razdelili sinovi Evtidem, Dimitrij, Pantaleon in Agatoklej. 
Indijsko-grško kraljestvo je okrog leta 125 pr. n. št. ponovno združil kralj Menander in osvojil ostanek Maurijskega cesarstva in glavno mesto Patno. Menander je v indijskih virih znan kot Minedra. Eden od budističnih tekstov se celo imenuje Milindapañha, kar pomeni »Menandrova vprašanja«.
Grške renesanse v Gandari je bilo kmalu konec. Po Menandrovi smrti je kraljestvo razpadlo v najmanj štirideset pritlikavih kraljestev. Še pred koncem 2. stol. pr. n. št. so večino kraljestev zavzeli Saki, kot so imenovali indo-skitska nomanska plemena iz Srednje Azije. Saki so že pred tem večkrat poskusili osvojiti ozemlje Baktrije, vendar so jih vedno uspešno odbili. Leta 130 pr. n. št. so opustošili grško-baktrijsko kraljestvo in se dokončno ustalili v Drangijani. Preimenovali so jo Sakestan (današnji Sistan) in po letu 110 pr. n. št. začeli vdirati v Gandaro in južno dolino Inda. 
V 1. stol. pr. n. št. so se za ozemlja v današnjem vzhodnem Afganistanu začeli zanimati Parti in se s Saki vojskovati za preostala mala kraljestva v Gandari, za njimi pa so se pojavili še nomadski Kušani. Njim je uspelo ponovno združiti regijo, čeprav ni povsem jasno kdaj (slavni kralj Kaniška je verjetno vladal v prvi polovici 2. stoletja pr. n. št.). Glavno mesto Gandare je postalo Pešavar, od koder so njihovi kralji vladali močnemu budističnemu cesarstvu, v katerem so bili združeni indijski, iranski, sakanski, partski in grški kulturni elementi.
Zanimivo je, da so prav oni prvi začeli postavljati Budove spomenike, na katerih je bil Buda oblečen v indijska oblačila, a je po vzoru grških bogov stal. Spomeniki so stali večinoma v Gandari. Najbolj znani so tisti iz doline Bamjan, ki je sicer v Baktriji, in so jih spomladi leta 2001 uničili Talibani.

## Ponovno odkritje
Do takrat, ko je bila Gandara vključena v imperij Mahmuda Gaznija, so bile budistične zgradbe že v ruševinah in umetnost Gandare pozabljena. Po Al-Biruniju je Kašmirski pisatelj Kalhaṇa leta 1151 napisal svojo knjigo Rajatarangini. Zabeležil je nekaj dogodkov, ki so se zgodili v Gandari in podal podrobnosti o njegovi zadnji kraljevi dinastiji in prestolnici Udabhandapuri.
V 19. stoletju so se britanski vojaki in upravitelji začeli zanimati za starodavno zgodovino indijske podceline. V 1830-ih so odkrili kovance postahaškega obdobja, v istem obdobju pa so bili prevedeni kitajski potopisi. Charles Masson, James Prinsep in Alexander Cunningham so dešifrirali pisavo Kharosthi leta 1838. Kitajski dokumenti so zagotovili lokacije in načrte za budistične svetišča. Skupaj z odkritjem kovancev so ti zapisi dali podatke, ki so bili potrebni za opis zgodovine Gandare. Leta 1848 je Cunningham našel gandarske skulpture severno od Pešavarja. Prav tako je identificiral mesto Taksila v 1860-ih. Od takrat je bilo v dolini Pešavar odkritih veliko budističnih kipov.
Arheolog John Marshall je izkopaval v Taksili med letoma 1912 in 1934. Odkril je ločena grška, partska in kušanska mesta ter veliko število stup in samostanov. Ta odkritja so pomagala združiti veliko več kronologije zgodovine Gandare in njene umetnosti.
Po letu 1947 je Ahmed Hassan Dani in Oddelek za arheologijo na Univerzi v Pešavarju odkril številna nova odkritja v dolinah Pešavar in Svat. Izkopavanja mnogih krajev civilizacije Gandare opravljajo raziskovalci iz Pešavarja in več univerz po svetu.

## Talibansko uničenje budističnih relikvij
Dolina Svat v Pakistanu ima številne budistične rezbarije in stupe, Džehanabad pa kip sedečega Bude. Budistične stupe in kipi iz kušanskega obdobja v dolini Svat so bili porušeni v dveh poskusih talibanov in razpadu obraza Džehanabad Bude. Samo Bude iz Bamijana so bili večji od izklesanih velikanskih kipov Bude v Svatu pri Mangloreju, ki so jih napadli talibani. Vlada ni storila ničesar, da bi zaščitila kip po prvih poskusih uničenja, ki niso povzročili trajne škode. Ko pa je prišlo do drugega napada na kip, so bile porušene noge, ramena in obraz. Islamisti, kot so talibani in plenilci, so uničili veliko pakistanskih budističnih artefaktov iz budistične civilizacije Gandare, zlasti v dolini Svat. Krščanski nadškof iz Lahoreja, Lawrence John Saldanha, je pakistanski vladi napisal pismo, v katerem je obsodil delovanje talibanov v dolini Svat, vključno z uničenjem kipov Bude in njihovim napadom na kristjane, sike in hindujce. Gadarine budistične artefakte so nezakonito plenili tihotapci. Skupina Italijanov je pomagala popraviti Budo.